# Gustav Schwab
Gustav Benjamin Schwab (Stuttgart, 19 de junho de 1792 – Stuttgart, 4 de novembro de 1850) foi um escritor, pastor e editor alemão.

## Biografia
Gustav Schwab nasceu em Stuttgart, filho de um professor e foi introduzido nos estudos das áreas humanas desde o início. Estudou na Universidade de Tubinga, em seus dois primeiros anos estudou filologia e filosofia, e depois teologia. Enquanto estava na universidade, criou um grupo literário e se tornou amigo próximo de Justinus Kerner, Johann Uhland e Karl August Varnhagen von Ense, com os quais publicou uma coleção de poemas com o título Deutscher Dichterwald.
Na primavera de 1813 fez uma viagem ao norte da Alemanha, onde conheceu Johann Wolfgang von Goethe, Friedrich Schleiermacher, Friedrich Rückert, Friedrich de la Motte Fouqué, Adelbert von Chamisso e outros. Em 1818 tornou-se professor de ensino médio em Stuttgart, e em 1837 começou o seu trabalho como pastor em Gomaringen, perto de Tubinga. Em 1841 retornou a Stuttgart, onde foi primeiro pastor e a partir de 1845 se tornou conselheiro educacional do sistema de ensino médio de Stuttgart. Em 1847 recebeu as honras do título de doutorado de sua antiga universidade.
A coleção de Schwab de mitos e lendas da antiguidade, Sagen des klassischen Altertums, publicado de 1838 a 1840, foi amplamente utilizada nas escolas alemãs e se tornou influente na aceitação da antiguidade clássica nas escolas alemãs.
Nos seus últimos anos, viajou regularmente à Überlingen, para aproveitar as águas da cidade. Morreu em Stuttgart em 1850.